# 吉岡誠明
吉岡 誠明（よしおか せいめい、1873年5月4日 - 1940年10月19日）は日本メソヂスト教会の牧師である。

## 概要
吉岡藤蔵の次男として長崎県諫早市郊外の久山に生まれる。カブリ英和学校（現・鎮西学院）に入学する。そこで、キリスト教に触れる。1893年カブリ英和学校を卒業し、青山学院に進学し、1897年に卒業する。生江孝之、小室篤次、三浦金吉らが同級生だった。卒業前に、福岡県若松で伝道して、若松教会（若松松ノ町）を設立する。
その後、ドルー神学校に入学し、次いでコロンビア大学でサンスクリット語を勉強し、インド哲学を専攻する。留学中病にかかり帰国することになるが、回復し、ポートランド教会へ牧師として赴任する。
8年後帰国して、青山学院教会（日本基督教団経堂緑岡教会）、三田教会（銀座教会）、銀座教会の牧師として働く。
1921年より、日本メソヂスト教会東北部長として働き、1933年には伝道局長になる。1936年世田谷の自宅で教会（現・日本基督教団玉川平安教会）を開拓する。